# Streblote siva
Streblote siva is een vlinder uit de familie spinners (Lasiocampidae). De wetenschappelijke naam van deze soort is voor het eerst geldig gepubliceerd in 1827 door Lefèbvre.
De soort komt voor in tropisch Afrika.